# Backfire (travhäst)
Backfire, född 3 juni 2010 i Trelleborg i Skåne län, är en svensk varmblodig travhäst. Hon tränades av Tomas Malmqvist och kördes oftast av Johnny Takter eller Erik Adielsson.
Backfire tävlade åren 2012–2015 och sprang in 5,5 miljoner kronor på 42 starter varav 11 segrar, 12 andraplatser och 4 tredjeplatser. Bland hennes främsta meriter räknas segrarna i Drottning Silvias Pokal (2014), Breeders' Crown (2014), Lovely Godivas Lopp (2015), andraplatserna i båda E3-finalerna (2013), Stochampionatet (2014), Sto-SM (2015), Prix Marcel Laurent (2015) och en tredjeplats i Critérium Continental (2014).
Hon är den vinstrikaste avkomman efter den dubble Prix d'Amérique-vinnare Offshore Dream.